# Estrecho Inglés
El estrecho Inglés o estrecho Espora es un estrecho de 17 kilómetros de extensión y 2 kilómetros de anchura que se extiende entre la isla Robert y la isla Greenwich en las islas Shetland del Sur, en la Antártida. Las islas Aitcho se ubican en su entrada norte. Tiene una orientación sureste-noroeste. Por el sur su entrada se sitúa entre el punto Santa Cruz en Greenwich y el punto Edwards en Robert; por el norte, entre el punto Fort William en Robert y las rocas Okol en Aitcho. Es de uso internacional.

## Localización
El estrecho Inglés fue cartografiado en su totalidad por británicos en 1821, 1822 y 1968; por chilenos, en 1971; por argentinos, en 1980; y por búlgaros, en 2009.

## Historia
La denominación oficial de estrecho Inglés data de 1822, si bien ya había sido avistado en el viaje de William Smith en 1819, y cartografiado en algunos mapas desde 1821. Los cartógrafos argentinos lo denominaron Estrecho Espora, aunque no cuenta con reconocimiento de la comunidad internacional.

## Mapa
- L.L. Ivanov. Antarctica: Livingston Island and Greenwich, Robert, Snow and Smith Islands. Scale 1:120000 topographic map. Troyan: Manfred Wörner Foundation, 2010. ISBN 978-954-92032-9-5 (First edition 2009. ISBN 978-954-92032-6-4)